# Henri de Saint-Simon
Claude-Henri de Rouvroy, Conde de Saint-Simon, (Paris, 17 de outubro de 1760 – Paris, 19 de maio de 1825), foi um filósofo e economista francês, um dos fundadores do socialismo moderno e teórico do socialismo utópico.
Ele criou uma ideologia política e econômica conhecida como sansimonismo, que alegava que as necessidades de uma classe industrial, que ele também chamava de classe trabalhadora, precisavam ser reconhecidas e satisfeitas para se ter uma sociedade eficaz e uma economia eficiente. Diferentemente das concepções nas sociedades industrializadas de uma classe trabalhadora ser apenas constituída de trabalhadores manuais, a concepção dessa classe de Saint-Simon, no final do século XVIII, incluía todas as pessoas envolvidas no trabalho produtivo que contribuíam para a sociedade, incluindo empresários, gerentes, cientistas, banqueiros, além de trabalhadores manuais dentre outros. Ele dizia que a principal ameaça às necessidades da classe industrial era outra classe a que ele se referia como classe ociosa, que incluía pessoas capazes que preferiam ser parasitas e se beneficiar do trabalho de outras pessoas, enquanto procuravam evitar trabalhar. Saint-Simon enfatizou a necessidade de reconhecimento do mérito do indivíduo e a necessidade de hierarquia de mérito na sociedade e na economia, como a sociedade que possui organizações hierárquicas de gerentes e cientistas com base no mérito para serem os tomadores de decisão no governo. Ele criticou fortemente qualquer expansão da intervenção do governo na economia que fosse além de garantir que não houvesse nenhum obstáculo ao trabalho produtivo e reduzir a ociosidade na sociedade, considerando a intervenção além dessas muito intrusiva.
Possui algumas obras de inspiração religiosa. Nesse final de sua vida obteve uma vida tranquila economicamente, graças às pessoas que participavam no seu grupo.

## Influência
Saint-Simon é considerado um dos fundadores do socialismo, que estaria sendo sustentado por duas forças opostas: orgânicas (estáveis) e críticas (mudam a história). Só a sociedade industrial poderia acabar com a crise que a França passava. Este autor ainda marca a ruptura com o Antigo Regime. Para Saint-Simon, a política era agora a ciência da produção, porém a política vê seu fim com a justiça social.
A obra principal de Saint-Simon é o livro Nouveau Christianisme (Novo Cristianismo) (1825). Nele declara que a religião tendia a melhorar a condição de vida dos mais necessitados. Ele morreu no ano da publicação desse livro, no dia 19 de maio. Em três anos seus seguidores tinham desenvolvido o que podemos chamar de um culto quase religioso baseado na interpretação das suas ideias, e difundiram as suas ideias através da Europa e América do Norte, influenciando socialistas e outros românticos do início do século XIX, como Sainte-Beuve, Victor Hugo e George Sand.

## Ideias

### Industrialismo
Em 1817, Saint-Simon publicou um manifesto chamado "Declaração dos Princípios" no seu trabalho intitulado "A Indústria". A declaração foi sobre os princípios de uma ideologia chamada industrialismo, que clamava pela criação de uma sociedade liderada por pessoas que ele definiu como classe industrial. A classe industrial, também referida como a classe trabalhadora, era definida como a classe formada pelas pessoas envolvidas no processo produtivo, como homens de negócio, gerentes, cientistas, banqueiros, trabalhadores manuais, etc. Ele alegava que o primeiro entrave para as necessidades da classe industrial eram as pessoas que viviam como "parasitárias", que se beneficiavam de outros, enquanto evitavam trabalhar. Ele considerou as origens dessa "classe parasitária" relacionadas ao que ele chamou de "preguiça natural da humanidade". Ele guardou o papel do governo nessa questão como de assegurador dessa produtividade e de diminuidor do ócio na sociedade. Ele era veementemente contra qualquer intervenção do governo na economia fora esses dois papéis citados, dizendo que qualquer intervenção fora dessas duas áreas faz o governo se tornar um "inimigo tirânico da indústria" e que a economia industrial iria decair, caso isso acontecesse. Saint-Simon enfatizou a necessidade do reconhecimento do mérito individual e da hierarquia do mérito na sociedade e na economia, como a sociedade tendo chefes e cientistas, para decidirem sobre o mercado e sobre o governo.
Bastante influenciado pelas ideias contra o privilégio social, Saint-Simon renunciou ao seu título de aristocrata e se tornou a favor de uma forma de meritocracia, tornando-se convencido que a ciência era a chave do progresso e que seria possível criar uma sociedade baseada em princípios científicos objetivos. Ele alegava que a sociedade feudal da França deveria ser abolida e transformada numa sociedade industrial.
As visões econômicas de Saint-Simon foram bastante influenciadas pelas visões de Adam Smith, a quem Saint-Simon admirava muito e se referia como "O imortal Adam-Smith". Ele compartilhava com Adam Smith a ideia de que os impostos deveriam ser bastante reduzidos para se ter um sistema industrial mais justo. Saint-Simon pregava uma mínima intervenção do governo na economia, para que não haveria desmembramento da produtividade. Ele pregava, de maneira mais enfática que Smith, que a administração estatal da economia era parasítica e hostil para as necessidades da produção. Como o modelo de Adam Smith, o de Saint-Simon copiava os métodos científicos da astronomia: ele disse: "Os astrônomos só aceitam aqueles fatos que são verificáveis pela observação; eles escolheram o sistema que encaixou perfeitamente e, desde aqueles tempos, a ciência astronômica anda nos trilhos."
Saint-Simon revisou a Revolução Francesa e a considerou uma mudança econômica sangrenta, com conflitos de classe. Na sua análise, a solução dos problemas que levaram à Revolução Francesa seria a criação de uma sociedade industrial onde a hierarquia do mérito e o respeito pelo trabalho produtivo deveria ser a ênfase da sociedade, e que hierarquias de hereditariedade e de militarismo decresceriam em importância na sociedade, porque elas não seriam capazes de levar a uma "sociedade produtiva".
Karl Marx identificou Saint-Simon como um socialista utópico, embora o historiador Alan Ryan considere que certos seguidores de Saint-Simon, mais do que ele mesmo, foram responsáveis pelo crescimento do socialismo utópico baseado nas ideias de Saint-Simon.

### Feudalismo e aristocracia
Em oposição ao sistema feudal e militar — uns dos principais aspectos que têm sido fortalecidos pela Restauração — ele advogou uma forma de socialismo tecnocrático, um arranjo no qual chefes industriais deveriam controlar a sociedade. No lugar da igreja medieval, a direção espiritual da sociedade se deslocaria para o homem da ciência. O homem que é capaz de organizar a sociedade produtiva estaria encarregado de fazer isso. O conflito entre trabalho e capital, tão presente nas ideias dos socialistas tradicionais, não está presente no trabalho de Saint-Simon, mas ele assume que os chefes que controlam a produção deveriam controlar pelo interesse da sociedade. Saint-Simon se preocupava mais com as causas da pobreza, até que ele resolveu publicar "Novo Cristianismo", que lidava com a religião, o que foi a causa da sua última desavença com Augusto Comte.

### Visões sobre a religião
Até a publicação de "Novo Cristianismo", Saint-Simon não se preocupava com a teologia. No seu trabalho, ele parte do ponto da crença em Deus, e o seu objetivo no tratado foi a ideia de reduzir o cristianismo até os seus elementos essenciais. Ele o fez clareando os dogmas e outros exageros ou defeitos que, segundo ele, existiam na Igreja Católica e na Protestante. Ele propõe uma fórmula para se compreender o cristianismo nesse preceito: "O papel da sociedade deveria ser lutar pelo aprimoramento da moral e da vida material das pessoas pobres; a sociedade deveria se organizar da melhor forma para atingir seus fins." Esse princípio se tornou a palavra de ordem de todo o pensamento de Saint-Simon.

## Publicações
- 1802 - Lettres d'un habitant de Genève à ses contemporains;
- 1803 - Un rêve;
- 1807 - Introduction aux travaux scientifiques du XIXème;
- 1810 - Esquisse d'une nouvelle encyclopédie;
- 1813 - Travail sur la gravitation universalle;
- 1814 - De la réorganisation de la sociéte européene (em colaboração com A. Thierry);
- 1813-1816 - Mémoires sur la science de l'homme;
- 1817 - L'industrie ou discussions politiques, morales et philosophiques, dans l'intérêt de tous les hommes livrés à des travaux utiles et indépendants;
- 1819-1820 - L'organisateur;
- 1821 - Le système industriel;
- 1823 - Le catéchisme des industriels;
- 1825 - Opinions littèraires, philosophiques et industrielles;
- 1825 - Nouveau christianisme - Dialogues entre un conservateur et un novateur.